# مرور

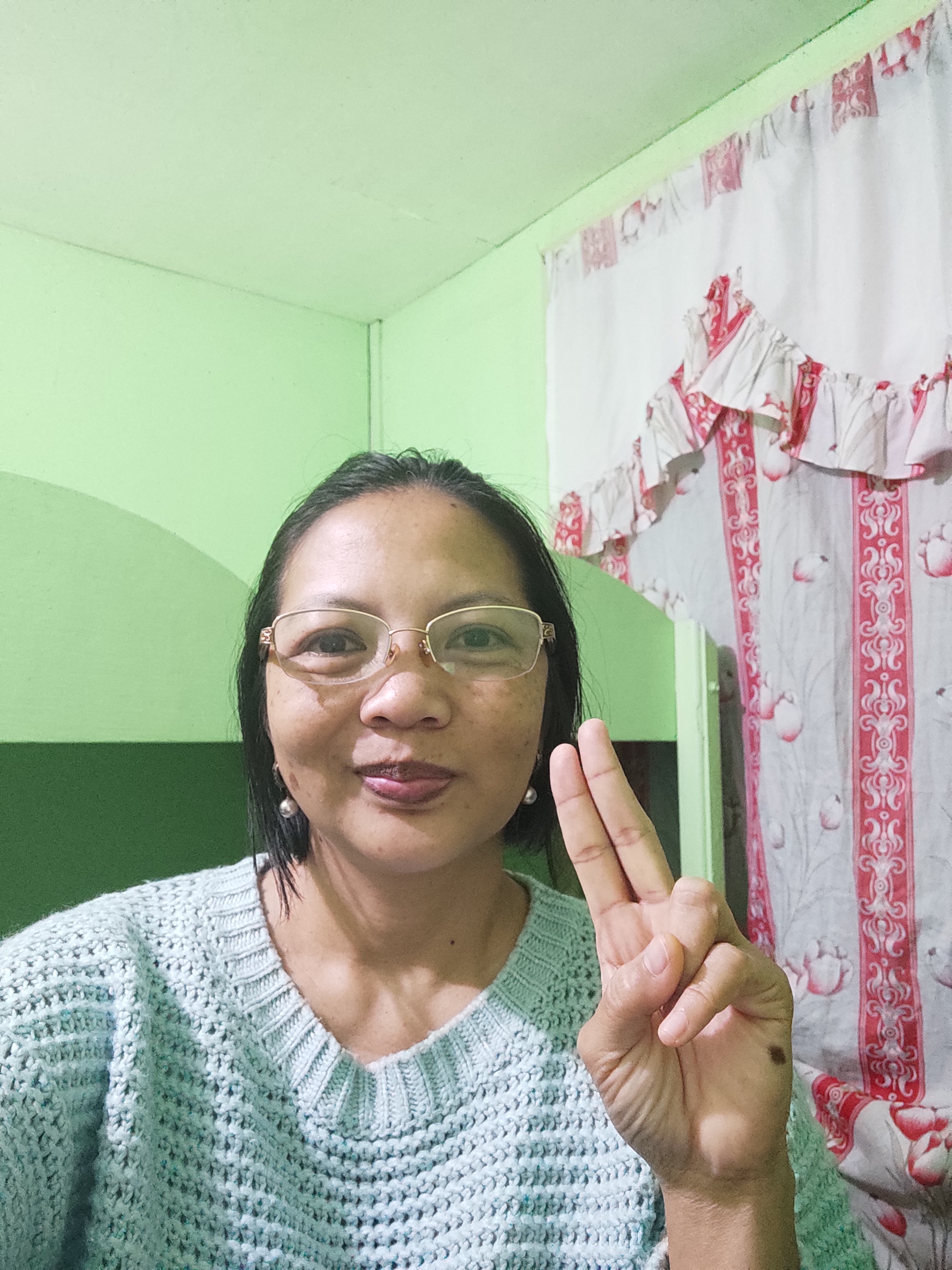
نظرات ونج پادیلا برای آزمون های وکالت فیلیپین

مرور (انگلیسی: Review)، به بررسی و ارزیابی اجمالی گفته می‌شود.
مرور، ارزیابی اجمالی یا مقالهٔ انتقادی در نشریات، یا برداشتی انتقادی از محتوی مقالاتی در ادبیات، سیاست، فلسفه یا فرهنگ … است.
بررسی می‌توانند برای یک فیلم (بررسی فیلم)، بازی ویدیویی (بررسی بازی ویدیویی)، آهنگسازی (بررسی موسیقی یک آهنگ یا ضبط)، کتاب (بررسی کتاب) اعمال شوند.
نمونه مشهور آن نشنال ریویو، ادینبورگ ریویو باشد. نیز مقالاتی در نقد را باید در این مقوله قرار داد.